# (1663) van den Bos
(1663) van den Bos és un asteroide que forma part del cinturó d'asteroides i va ser descobert el 4 d'agost de 1926 per Harry Edwin Wood des de l'observatori Unió de Johannesburg, República de Sud-àfrica.
Inicialment va ser designat com 1926 PE. Posteriorment es va anomenar en honor de l'astrònom sud-africà d'origen neerlandès Willem Hendrik van den Bos (1896-1974).
Van den Bos està situat a una distància mitjana del Sol de 2,24 ua, podent acostar-s'hi fins a 1,839 ua. La seva excentricitat és 0,1793 i la inclinació orbital 5,363°. Triga a completar una òrbita al voltant del Sol 1225 dies.